# Claude Bourdet
Claude Bourdet, detto Lorrain nella Resistenza, (Parigi, 28 ottobre 1909 – Parigi, 20 marzo 1996), è stato uno scrittore, giornalista, imprenditore, deportato e militante politico di sinistra francese.
Fu il fondatore nel 1949 con Gilles Martinet de L'Observateur.

## Biografia
Figlio di Édouard Bourdet, amministratore della Comédie-Française e drammaturgo, e della scrittrice Catherine Pozzi, Bourdet studiò in Svizzera, dove frequentò il Politecnico federale di Zurigo ottenendovi un diploma di ingegnere in fisica tecnica nel 1933. Dal 1936 fu incaricato di missione presso il Ministero dell'Economia nel governo del Fronte Popolare. In quel periodo sposò la tennista Ida Adamoff, dalla quale ebbe tre figli.

### Resistenza e deportazione
Bourdet fu mobilitato nel 1939 come tenente nell'artiglieria e conobbe i momenti difficili della Campagna di Francia. Congedato, divenne direttore dell'azienda di un suo amico, la Savonnerie-Huilerie La Manda, nelle Alpes-Maritimes, ed entrò nella Resistenza francese nell'autunno del 1940. 
Partecipò con Henri Frenay alla fondazione e all'organizzazione di Combat, di cui fu uno dei 6 membri del comitato direttivo, e dell'omonimo quotidiano, divenendo di fatto il numero due del giornale e sostituendo Frenay quando questi si spostò a Londra, nel febbraio 1942. 
Dal 1942 poi si occupò della creazione e dello sviluppo del servizio di infiltrazione delle amministrazioni pubbliche (NAP)
, 
di cui fu il responsabile nazionale, avendo come vice Éveline Garnier, la nipote di Jacques Maritain, e come segretaria Andrée Jacob
, 
e rappresentando Combat nel Conseil national de la Résistance.
Bourdet fu arrestato dalla Gestapo il 25 marzo 1944, torturato, imprigionato a Fresnes, poi deportato in diversi campi di concentramento: Neuengamme, Sachsenhausen (dove incontrò Pierre Le Rolland e René Lhopital) e Buchenwald.

### Dopo la Liberazione
Alla Liberazione, l'esperienza della guerra lo aveva fatto evolvere verso l'estrema sinistra e la ricerca di un socialismo non stalinista. Questa evoluzione si manifestò con l'adesione, nel 1953, al Centre d'action des gauches indépendantes (CAGI), che aveva riunito nel 1951 candidati della sinistra trotskista, cristiani di sinistra e resistenti.
Al suo ritorno dalla prigionia, nella primavera del 1945, fu nominato all'Assemblea consultiva provvisoria in rappresentanza di prigionieri e deportati; ne fu anche eletto vicepresidente il 24 luglio (per un breve periodo, poiché l'Assemblea cessò di esistere il 3 agosto 1945).
Alla fine del 1945 si associò con Hector de Galard, Henri Frenay, Marceau Pivert, per fondare la rivista Socialisme et liberté (al gruppo partecipò per breve tempo anche François Mitterrand). 
Parallelamente, fu amministratore generale a titolo volontario, per un breve periodo, della Radiodiffusione francese (emittente statale nazionale) dall'11 dicembre 1945 al 14 febbraio 1946. L'incarico gli fu revocato dopo la messa in onda di una fiction radiofonica sulla bomba atomica, che fu accusata di aver creato panico
. 
Nell'estate del 1946 fondò con altri ex di Socialismo e libertà (Yves Déchezelles, Henri Frenay, Marceau Pivert), il giornale Octobre. Il gruppo si impegnò allora nella ricerca di una transizione democratica al socialismo e nella formazione di un nuovo polo a sinistra attraverso alcuni temi come il pacifismo e l'anticolonialismo, cercando di mantenere lo spirito della resistenza socialista rifiutando però l'asservimento allo stalinismo. 
Con Henri Frenay e Marceau Pivert, fondò il "Movimento socialista per gli Stati Uniti d'Europa" e si dimise quando quest'ultimo divenne un semplice ramo del Movimento europeo. Con David Rousset e Jean-Paul Sartre pensò di tentare l'esperimento di una terza forza politica, ma i loro piani furono modificati dal trionfo del Rassemblement gollista alle municipali del 1947 e dall'inizio della guerra fredda nel 1948-49. 
Nel maggio 1947 divenne direttore politico ed editorialista di Combat, prendendo il posto di Albert Camus. Su Combat, che tirava allora 100.000 copie al giorno, Bourdet scrisse più di 400 editoriali e sostenne il Titismo, dopo aver partecipato nel 1949 alle Brigate di lavoro in Jugoslavia
.
Alla fine del 1949 Bourdet firmò, a fianco di André Gide e Louis Jouvet, una petizione che chiedeva negoziati di pace con il Vietminh per porre fine alla guerra d'Indocina. Dall'estate di quell'anno un dibattito molto acceso sulle «atrocità francesi» in Indocina attraversava l'opinione pubblica francese, anche sull'onda della riedizione del libro Indocina SOS, scritto nel 1935 da Andrée Viollis, grande reporter del Petit Parisien che era allora il principale quotidiano dell'epoca, e che lavorava ora a Ce Soir, il quotidiano comunista del dopoguerra, moltiplicando i servizi su Tunisi
.
La guerra appena terminata proseguiva nella guerra fredda in Europa, nello sfaldamento dei Fronti popolari, sintomo dei duri conflitti politici che si aprivano nei singoli paesi, e in conflitti ideologici non meno duri all'interno delle sinistre europee.
Nel febbraio 1950, ad esempio, François Mauriac attaccava Bourdet, che aveva approvato su Combat il rifiuto dei ferrovieri di caricare sui treni materiale bellico destinato alla guerra del Vietnam
, accusandolo di non voler vedere che il governo repubblicano vietnamita non era che un braccio armato della Russia stalinista.
Ma il conflitto sostanziale si aprì tra Bourdet e il nuovo proprietario del 50% di Combat, il franco-turinisino Henri Smadja, che sosteneva i gollisti. In due numeri successivi, il 6 e il 9 febbraio 1950, Bourdet lanciava un appello ai lettori per la creazione di un settimanale anticolonialista, il che gli valse il licenziamento da Combat, dopo un voto degli azionisti il 27 febbraio 1950. Grazie all'apporto dei lettori che avevano sottoscritto la sua richiesta di fondi, alla quale partecipò in meniera consistente Roger Stéphane, Bourdet fondò a metà aprile il settimanale L'Observateur
, 
di cui divenne caporedattore insieme a Gilles Martinet, che vendette 20.000 copie dal 1º numero, e presto divenne la prima rivista francese, incarnando una posizione di tipo neutralista, che rifiutava sia l'alleanza atlantica che il mondo comunista. 

### L'anticolonialismo
Bourdet sostenne la lotta anticoloniale, denunciando la repressione in Madagascar e la tortura in Algeria in un articolo del 6 dicembre 1951 intitolato «C'è una Gestapo in Algeria? » e ripetendo le sue accuse fin dall'inizio della guerra d'Algeria in «La vostra Gestapo d'Algeria», il 13 gennaio 1955.
Il 29 marzo 1956 Claude Bourdet scriveva, su France-Observateur:

«Centomila giovani francesi sono minacciati di essere gettati nella sporca guerra d'Algeria, di perdere i loro anni migliori, forse di essere feriti, o addirittura uccisi, per una causa che pochi di loro approvano, in un tipo di lotta che rivolta la maggior parte.»
. 
Il giorno seguente, su denuncia del ministro della Difesa, fu accusato di tentativo di demoralizzazione dell'esercito, imprigionato a Fresnes e rilasciato lo stesso giorno. La maggior parte dei giornali reagì energicamente contro l'incarcerazione, tra cui Combat e Le Figaro. France-Observateur fu poi più volte sequestrato a causa dei suoi articoli sulla guerra d'Algeria.
Nell'aprile 1960 Bourdet fu uno dei fondatori del Partito Socialista Unificato (PSU), nel quale militò, benché progressivamente marginalizzato, fino alla sua dissoluzione. 
Per conflitti professionali e conflitti interni al PSU perse nel 1963 la direzione di France-Observateur, dove fu sostituito da Jean Daniel, ma non si fermarono per questo la sua attività pacifista e la sua lotta contro la censura: membro del Comitato promotore del "Centro d'informazione e di coordinamento per la difesa delle libertà e della pace" e della redazione del suo giornale clandestino Témoignages et Documents pubblicò nel 1960 il Manifesto dei 121, intitolato «Dichiarazione sul diritto alla renitenza nella guerra d'Algeria» e firmato da intellettuali, accademici e artisti (ma non da Claude Bourdet)
. 
Nello stesso contesto di opposizione alla guerra d'Algeria Bourdet fu, con Gilles Martinet e Gisèle Halimi, fra i 36 firmatari dell'appello alla manifestazione del 28 maggio 1960, a Parigi, contro i campi di detenzione amministrativa in cui cittadini algerini venivano detenuti per il semplice sospetto di appartenenza al Fronte di liberazione nazionale. 
Nel 1961 poi Bourdet denunciò il prefetto di polizia Maurice Papon per la repressione sanguinaria condotta a Parigi il 17 ottobre 1961 dalla polizia contro i manifestanti algerini del FLN. Militò nel Syndicat général de l'Éducation nationale (SGEN-CFDT), di cui diresse la Commissione pedagogica nazionale a fianco di Jacques Natanson.

### Il pacifismo
Dopo aver restituito la sua rosetta della Legion d'Onore, la sua rosetta della Resistenza e la sua croce di guerra 39/45 al Presidente della Repubblica nel 1955, per protestare contro gli accordi di Bonn, che autorizzavano il riarmo della Germania fortemente voluto da Adenauer
, 
Bourdet militò attivamente nel movimento lanciato da Garry Davis per la cittadinanza mondiale
.
Nel febbraio 1963 fu cofirmatario di una lettera del Comitato di soccorso agli obiettori di coscienza in cui si chiedeva al Presidente della Repubblica e al Primo ministro uno statuto che consentisse agli obiettori dio svolgere un servizio civile in luogo del servizio militare.
In febbraio - marzo 1963, per distinguersi dal Movimento dei Partigiani della Pace che era legato al partito comunista, Bourdet lanciò, con il sostegno del Partito socialista unificato (PSU), un'organizzazione non allineata, il Mouvement contre l’armement atomique (MCAA) (Movimento contro l'armamento atomico), organizzazione pacifista francese che durò fino a pochi mesi dopo la sua morte, nel 1996. Bourdet ne fu presidente e il biologo Jean Rostand presidente onorario
. 
Nel 1968, il MCCA ampliò il proprio campo d'intervento, cambiando nome in Mouvement pour le désarmement, la paix et la liberté (MDPL).
La militanza pacifista di Bourdet continuò fino alla vecchiaia, con la partecipazione a numerose iniziative, dal sostegno ai soldati che chiedevano il miglioramento delle condizioni di vita e l'introduzione delle libertà di associazione e di espressione nelle caserme (ottobre 1974), alla creazione e presidenza della prima Associazione Francia-Palestina (febbraio 1979), al sostegno, ancora nel 1981, dei renitenti alla leva, agli articoli che continuò a pubblicare su Témoignage chrétien, Politique Hebdo, Politis e sul Nouvel Observateur.
Dagli anni 1970 Bourdet cominciò a scrivere memorie e testimonianze sulle sue lotte. Pubblicò in particolare, nel 1975, L’Aventure incertaine, dove si riesaminava la storia della Resistenza francese, evidenziandone le difficoltà, i conflitti interni, le differenti visioni strategiche delle componenti politiche
.
Morì il 20 marzo 1996 all'età di 86 anni. Dopo la cerimonia religiosa, gli furono resi gli onori militari nel cortile d'onore dell'Hôtel des Invalides.
Le Maitron, Dizionario biografico del movimento operaio, lo ricorda così :

```
"Figura di spicco della Resistenza, poi della sinistra protestataria, Claude Bourdet, intellettuale e militante cristiano impegnato, dotato di un carisma innegabile, di un fascino accentuato dalla sua alta e lunga figura, di un profilo aristocratico, beneficiava di un sicuro talento di oratore. Attraverso la stampa, i libri e migliaia di conferenze e incontri pubblici, ha portato per quarant'anni un messaggio di impegno disinteressato e di speranza che gli è valso amicizie profonde."
```

### Cariche pubbliche
Claude Bourdet fu consigliere comunale del XIII arrondissement al Consiglio di Parigi eletto per l'Unione della sinistra socialista dal 1959 al 1971; in questo ruolo condusse una energica campagna contro il dominio degli immobiliaristi sulla città, pubblicando poi a fine mandato, nel 1972, À qui appartient Paris.

## Pubblicazioni
- Une nouvelle Mecque économique : Wörgl ou l'argent fondant  », 1933, in L'Illustration du 9 septembre 1933, p. 56  (su Silvio Gesell).
- Le Schisme Yougoslave, Paris, Minuit, 1950.
- Les Chemins de l'Unité, Paris, Maspéro, 1964.
- À qui appartient Paris, Paris, Le Seuil, 1972.
- L'Aventure incertaine - De la Résistance à la Restauration, Paris, Stock, 1975.
- L’Europe truquée ; supra-nationaliste, Pacte atlantique, force de frappe, Paris, Seghers, 1977.
- Mes batailles, Éditions In fine, 1993.
- L'Afrique, l’aventure d’Albarka, Jean Suret-Canal et Claude Bourdet, Éditions Burin-Martinsart, 1973.